# 나가이 나오미쓰 (1671년)
나가이 나오미쓰(일본어: 永井直圓, 1671년 ~ 1736년 6월 16일)는 에도 시대 전기부터 중기까지의 다이묘이다. 야마토 신조 번 초대 번주를 지냈다. 나가이 종가(永井宗家) 제5대 당주.
| 전임 구와야마 가즈타다 | 제1대 야마토 신조 번 번주 (나가이가) 1680년 ~ 1710년 | 후임 나가이 나오스케 |